# 天主教普沃茨克教区
天主教普沃茨克教區（拉丁語：Dioecesis Plocensis）是波蘭一個羅馬天主教教區。教座位於首都華沙西北的普沃茨克。屬華沙總教區。968年升為教區。
2011年，在當地815,006人口中，有教友803,347人，佔轄區總人口98.6%、248個堂區、622名司鐸、65名修士、129名修女。現任主教為伯多祿·利貝拉。